# Elmentek otthonról
Az Elmentek otthonról (eredeti cím: Babysitting 2) 2015-ben bemutatott francia film, amelyet Nicolas Benamou és Philippe Lacheau rendezett. A Babysitting – A felvigyázó című film folytatása.
A forgatókönyvírója Julien Arruti, Nicolas Benamou, Philippe Lacheau és Pierre Lacheau. A producerei Christophe Cervoni és Marc Fiszman. A főszerepekben Philippe Lacheau, Alice David, Vincent Desagnat, Tarek Boudali és Valériane de Villeneuve láthatók. A film zeneszerzői Maxime Desprez és Michael Tordjman. A film gyártója az Axel Films, a Madame Films, a Cinéfrance 1888 és a zM6 Films, forgalmazója a Universal Pictures International. Műfaja filmvígjáték. 
Franciaországban 2015. december 2-án, Magyarországon 2015. december 24-én mutatták be a mozikban.

## Cselekménye
A szerelmespár Sonia és Franck meghívja barátait Sonia öntelt apjának luxusszállodájába, Brazíliába. És ha már a paradicsomban vannak, Franck szeretné megkérni Sonia kezét, de ehhez meg kell szereznie az apa jóváhagyását is – de ilyen barátokkal kinek kell ellenség?
Egy csapásra vad parti hangulat kavarja fel az előkelő, békés üdülőhely csendes állóvízét. Amikor a csapat férfi tagjai könnyű kalandok reményében kirándulást terveznek az esőerdő mélyére, Sonia apja váratlanul a fiatalokra sózza öreg, ám nagyszájú anyját útitársnak, elvégre mi baj történhetne?

## Szereplők
| Szereplő     | Színész                 | Magyar hang        |
| ------------ | ----------------------- | ------------------ |
| Franck       | Philippe Lacheau        | Horváth Illés      |
| Sonia        | Alice David             | Bogdányi Titanilla |
| Ernest       | Vincent Desagnat        | Szatory Dávid      |
| Sam          | Tarek Boudali           | Varga Gábor        |
| Yolande      | Valériane de Villeneuve | Halász Aranka      |
| Alex         | Julien Arruti           | Molnár Áron        |
| Estelle      | Charlotte Gabris        | Lamboni Anna       |
| Jean-Pierre  | Christian Clavier       | Józsa Imre         |
| Michel       | Jérôme Commandeur       | Turi Bálint        |
| Mme Massieye | Valérie Karsenti        | Madarász Éva       |
| Julie        | Élodie Fontan           | Csuha Bori         |
| Marco        | Jean-Luc Couchard       | Kapácsy Miklós     |
| Erika        | Elisa Bachir Bey        | Czető Zsanett      |
| Joséphine    | Joséphine Drai          | Mezei Kitty        |
| John         | Ken Samuels             | Jakab Csaba        |
| Pedro        | Aílton Carmo            | Gacsal Ádám        |